# Magazyn energii elektrycznej
Magazyn energii elektrycznej – instalacja umożliwiająca magazynowanie energii elektrycznej i wprowadzenie jej do
sieci elektroenergetycznej.